# Ḩalāf-e Seh
Ḩalāf-e Seh (persiska: حلاف سه) är en ort i Iran.   Den ligger i provinsen Khuzestan, i den centrala delen av landet, 500 km sydväst om huvudstaden Teheran. Ḩalāf-e Seh ligger 31 meter över havet och antalet invånare är 433.
Terrängen runt Ḩalāf-e Seh är mycket platt. Runt Ḩalāf-e Seh är det ganska tätbefolkat, med 144 invånare per kvadratkilometer. Närmaste större samhälle är Ḩamīdīyeh, 16,4 km sydväst om Ḩalāf-e Seh. Omgivningarna runt Ḩalāf-e Seh är i huvudsak ett öppet busklandskap.